# 栗山町図書館
栗山町図書館（くりやまちょうとしょかん）は、北海道夕張郡栗山町中央3丁目に所在する公立図書館。1988年（昭和63年）に開館。約16万冊の蔵書数を数え、「移動図書館」や「電子図書館」といった取り組みも行っている。指定管理者は特定非営利活動法人くりやま。

## 沿革
1988年（昭和63年）6月1日に栗山町開基100年記念事業としてオープンした。中央公園公民館図書室から本格的な「知蓄積＝町民力の向上」「専門・情報」「生きるまちづくり課題解決」の使命を持った図書館として生まれ変わり、開館時のテープカットには、栗山町、栗山町議会、栗山町教育委員会関係者など100人余りが参加。初代館長である山本精のほか職員4名体制でスタートした。
1998年（平成10年）6月9日、北海道内で初めてとなる複製名画の貸出を始めた。初日と2日目はピカソの「ゲルニカ」とゴッホの「アイリス」が貸し出された。
1999年（平成11年）10月20日、インターネットで自宅パソコンから館内の図書情報が調べられる検索サービスを始めた。空知総合振興局管内では美唄市と幌加内町（現・上川総合振興局管内）、新十津川町に次いで4カ所目となる。
2008年（平成20年）4月、開館20年の節目に規制緩和の流れのなかで、先進図書館として「利用者から～みんなが公共の担い手へ」のスタートを目指し、指定管理者として「特定非営利活動法人くりやま」が、図書館長を除くすべての管理運営へと移行した。
2012年（平成24年）1月、元町民であった小林八重子の遺族により寄付を受け児童書など購入し「小林八重子記念文庫」と名付け、貸し出しを始めた。
2023年（令和5年）11月に館内で飲食や会話、休憩、勉強などでの使用可能な「コミュニティスペース」が館内にオープンした。

### 移動図書館「くりくり号」
1991年（平成3年）4月、毎週金曜、第2・4水曜と木曜に、移動図書館「くりくり号」が児童施設を中心に町内各所へ巡回を開始した。同年10月には、栗山工業団地にもステーションを増設し、日中に仕事で図書館を利用できない人の環境を整備。車内には小説や実用書、子ども向けの絵本など約2,200冊の本を揃えてており、2012年（平成24年）に移動図書館車に更新した。2024年（令和6年）4月現在では、栗山町内を4コース(Aコース・5カ所、Bコース・5カ所、Cコース・1カ所、栗小コース・2カ所、計13か所)に、分けて巡回している。

### 栗山ふるさと文庫（栗山の史実民話）

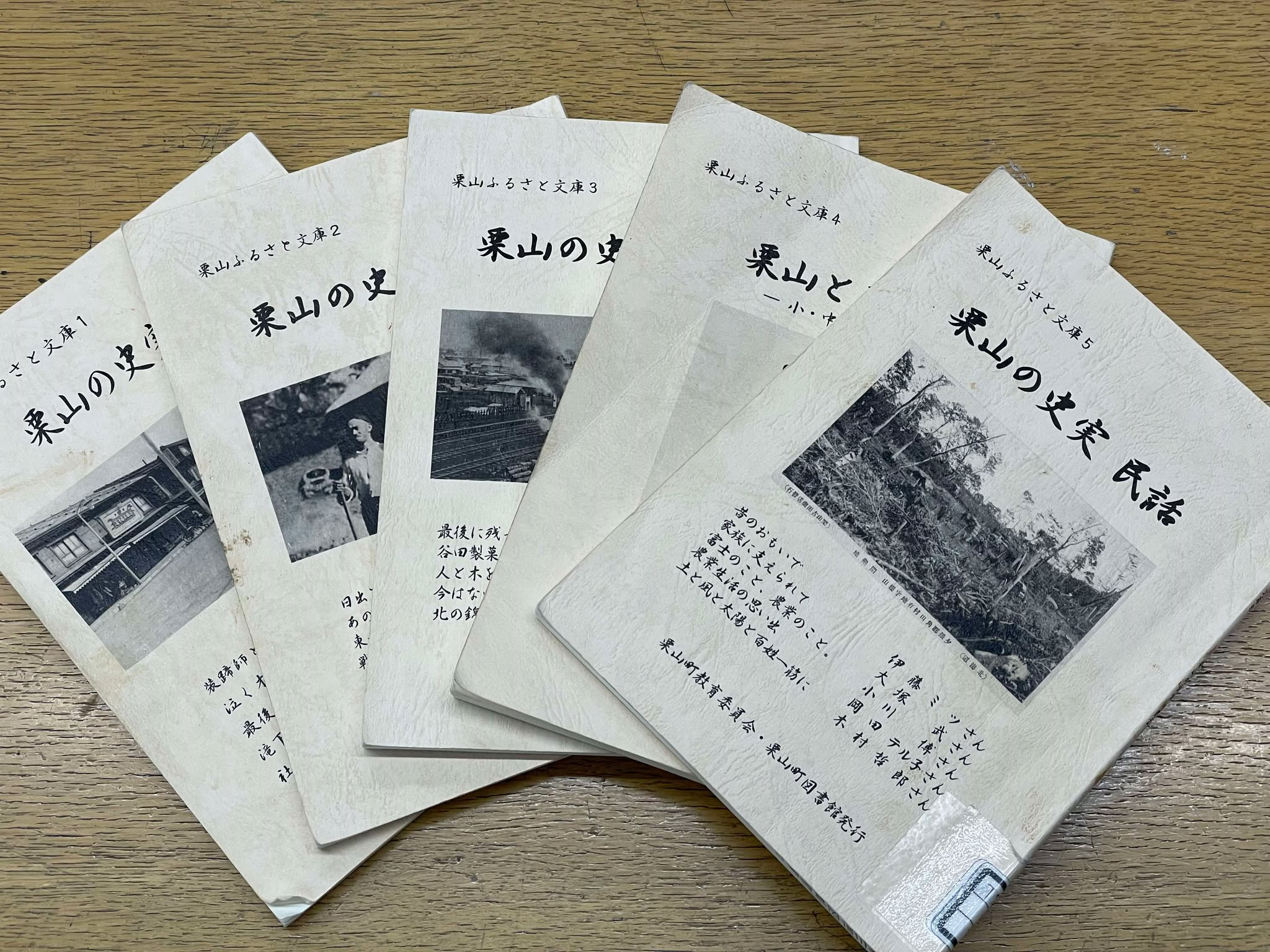
ふるさと文庫

2002年（平成14年）4月、町内に暮らす人の生き様を聞き取り、記録化・読み物化する冊子「栗山ふるさと文庫」を館長・阿部敏夫の提言により刊行。話者は140を超える栗山町民、聞き取りは図書館利用のボランティアが行った。2023年（令和5年）3月の20号の刊行を最後に休止している。

### 電子図書館
新型コロナウイルス感染拡大に緊急事態宣言下において「宅配サービスだけでは図書館本来の役割を果たすことができない」と判断し、2020年（令和2年）6月頃から電子図書館の導入を検討。2021年（令和3年）8月1日北海道の導入自治体では11番目となる「栗山町電子図書館」をスタートした。2024年（令和6年）4月現在で蔵書数は12,616冊。

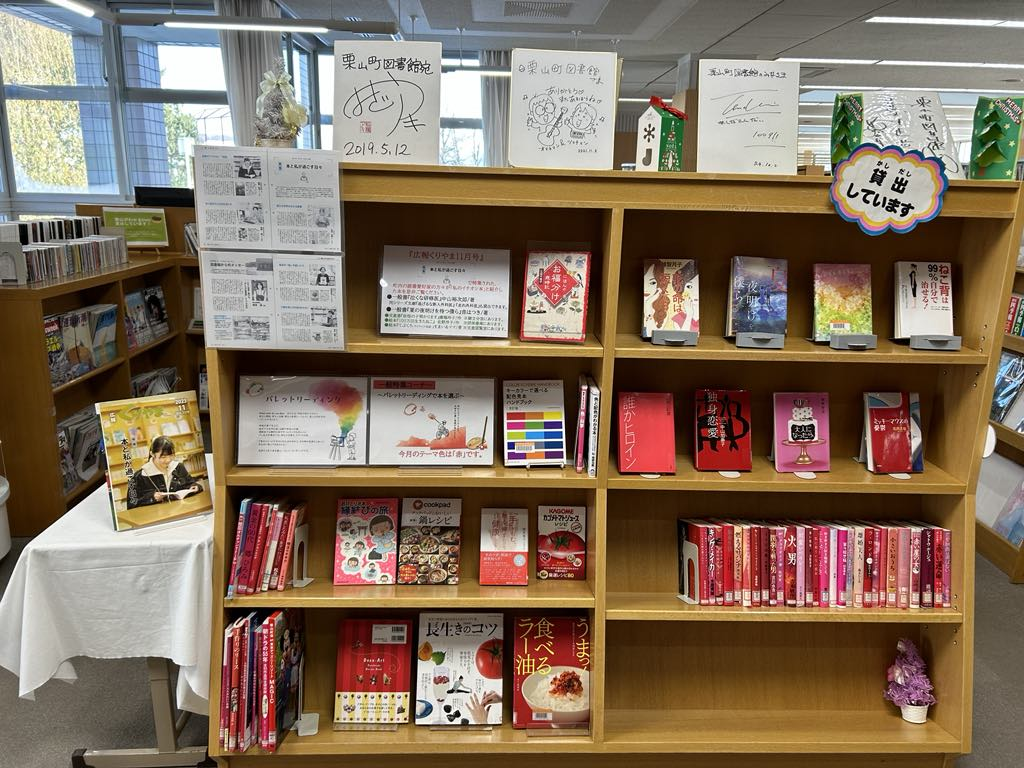
企画コーナー
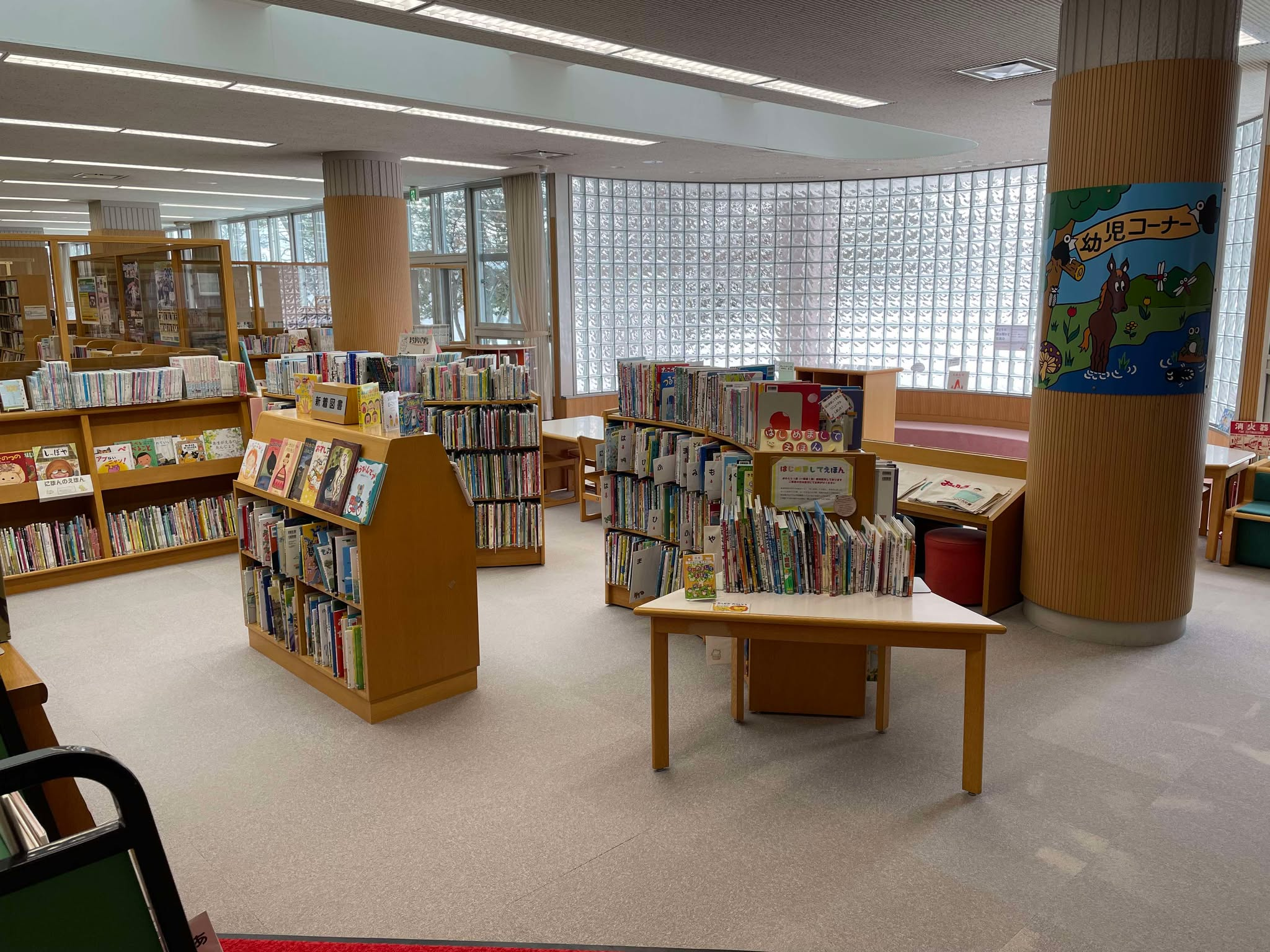
幼児コーナー
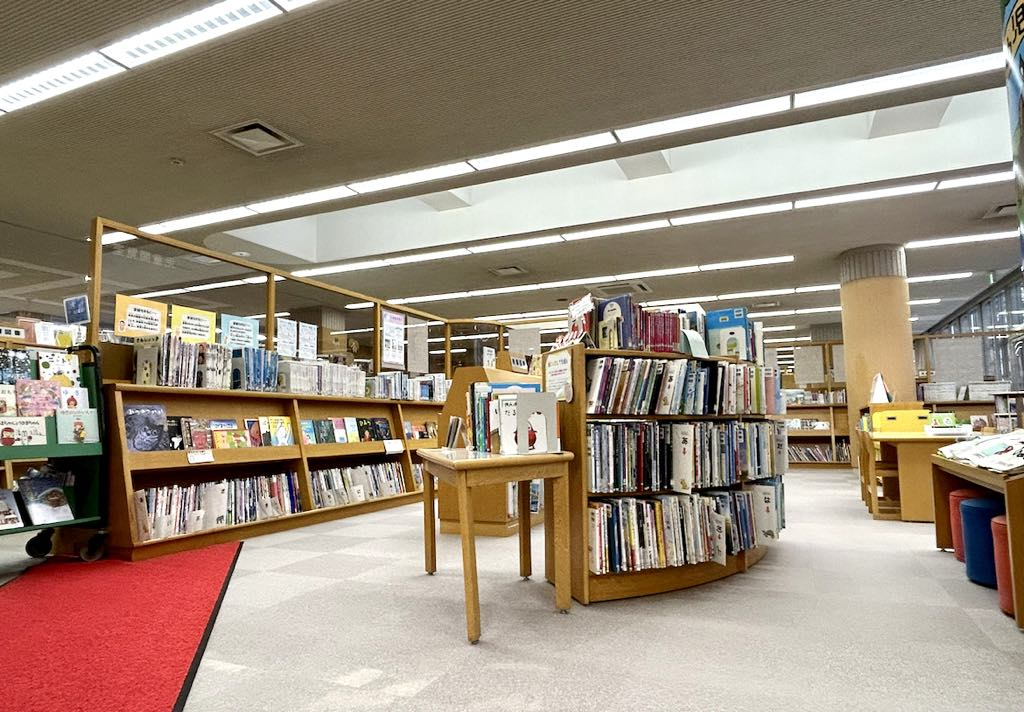
絵本・児童書コーナー
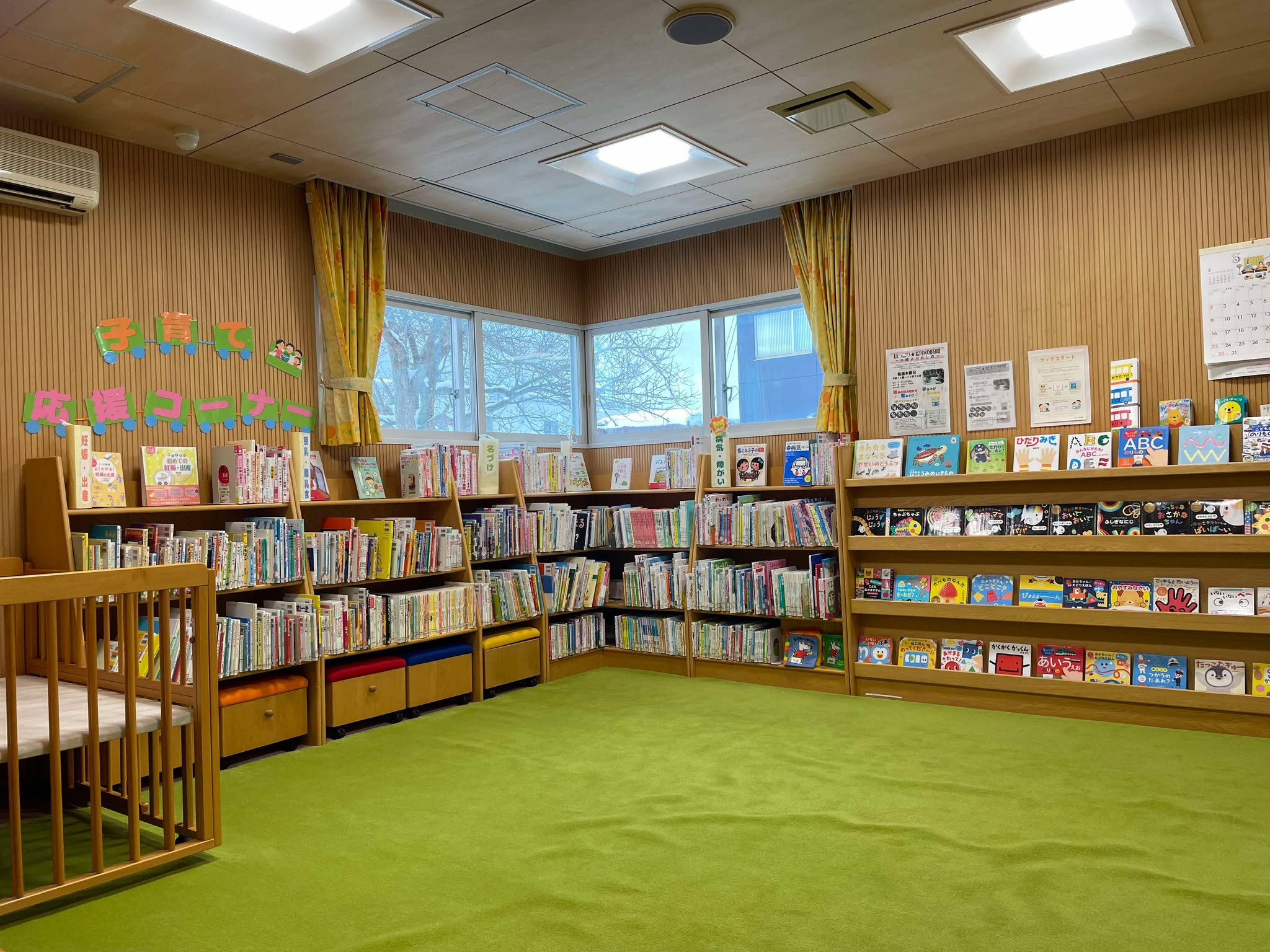
子育て応援コーナー
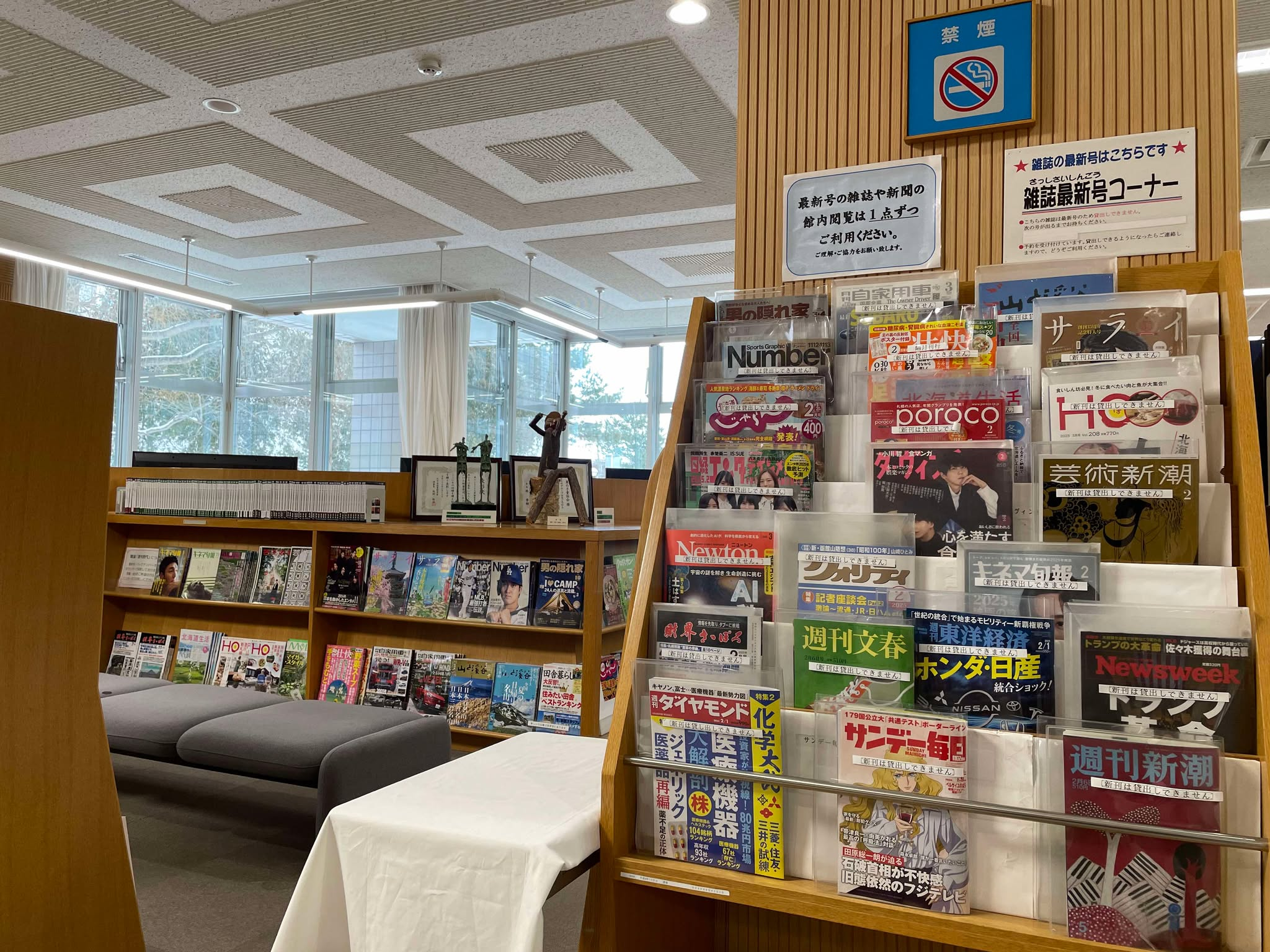
雑誌コーナー
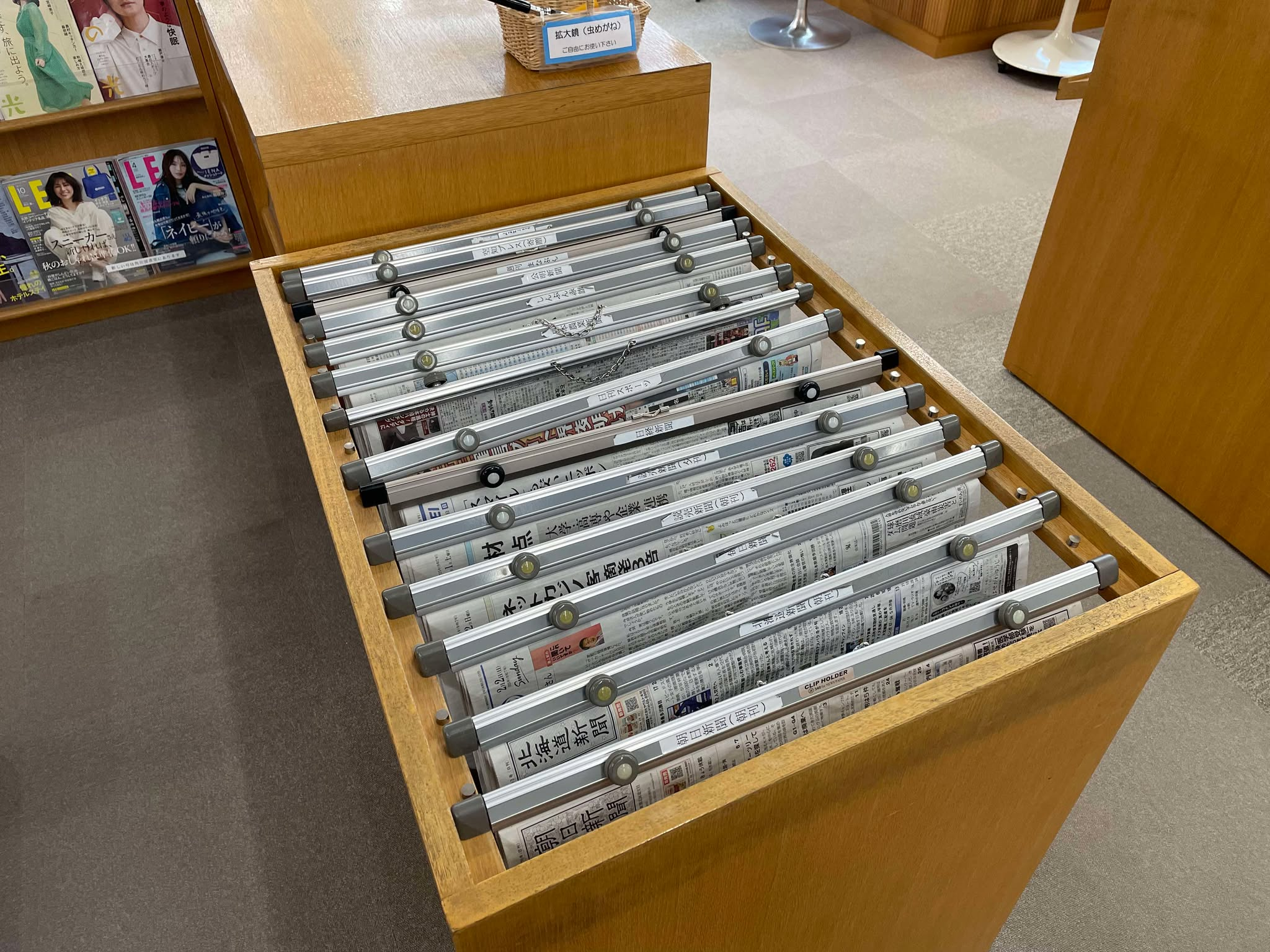
新聞コーナー
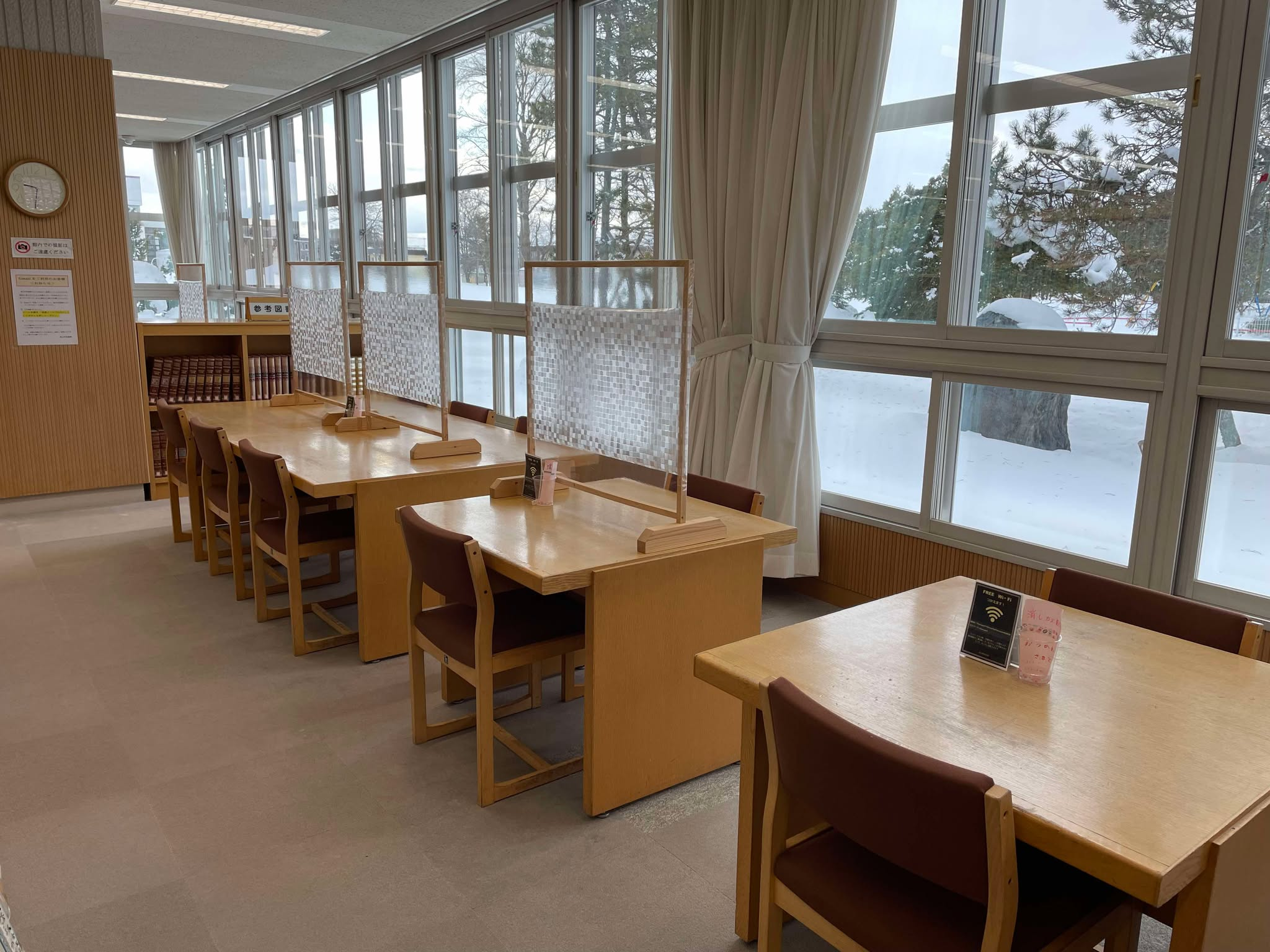
閲覧コーナー
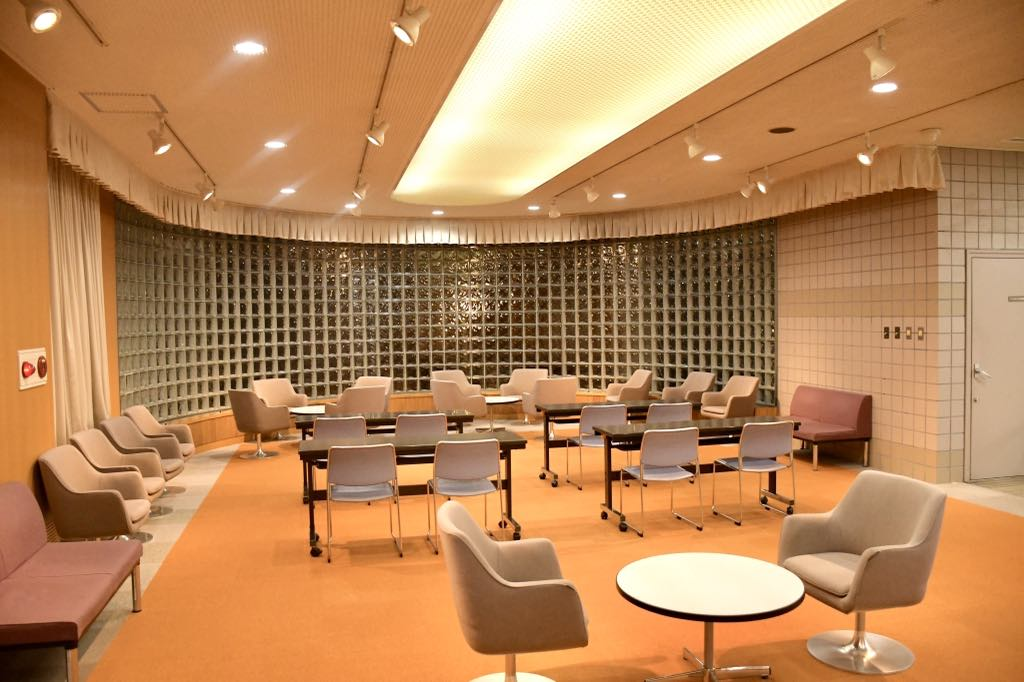
コミュニティスペース
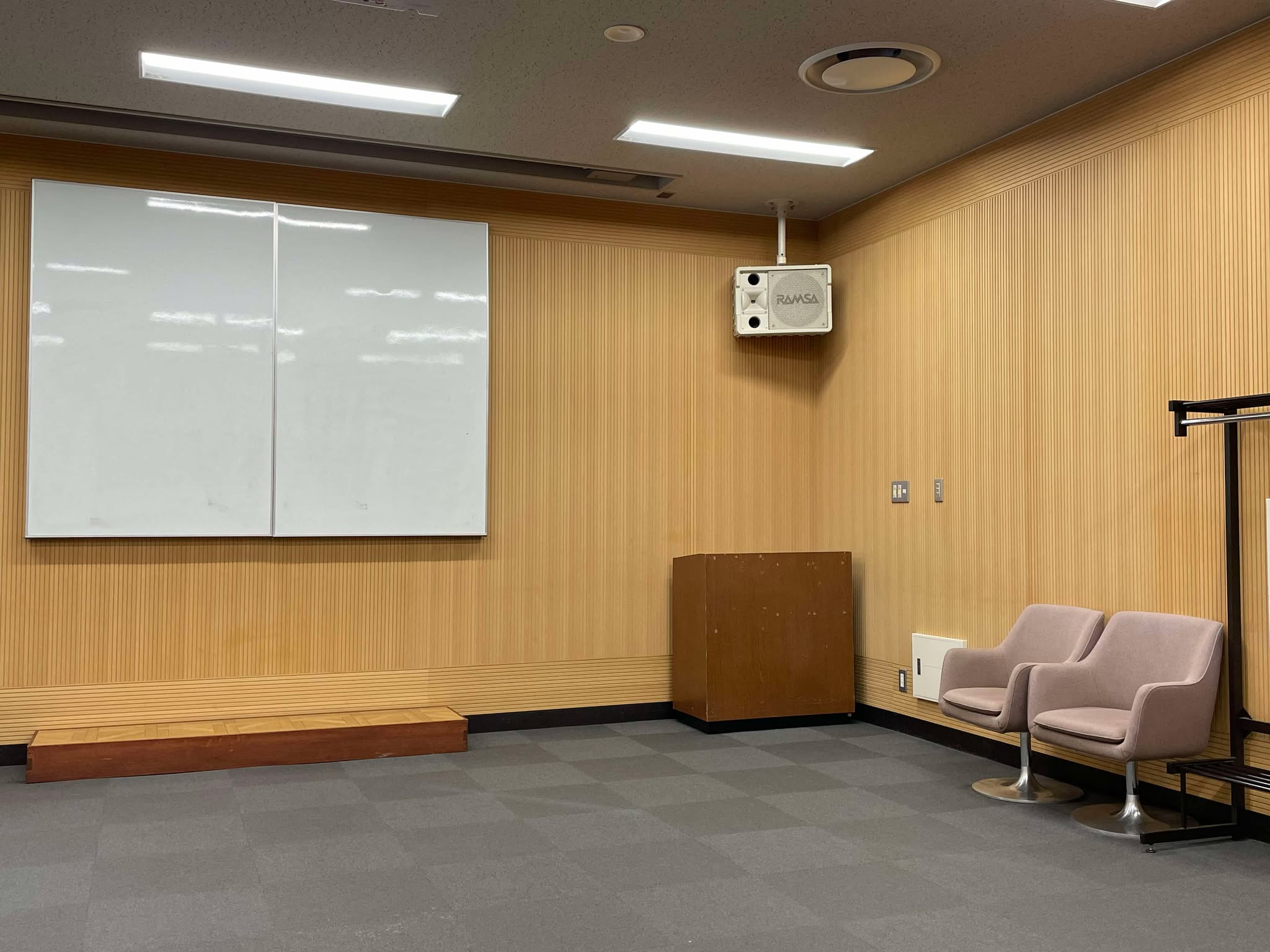
視聴覚室

## 特徴
図書館には約16万冊の本を置いており、本の貸出のほか、本館ではAVコーナーや乳幼児スペースがある。分室として町内に角田図書室と継立図書室があり、児童向けの本を多く揃えている。
開館当初は2万7000冊の蔵書であったが、1991年（平成3年）度には6万8000冊、利用登録者が4000人となり、年間貸出数も町民1人当たり6.1冊となった。2009年（平成21年）度には蔵書14万4000冊に整備され、利用者も6万9229人と増加した。2017年（平成25年）度の蔵書数は15万7000冊となっているが、利用者は4万1563人と減少している。

### ブックスタートとミニくりプロジェクト
2002年（平成14年）6月、1歳児未満を持つ親に、読み聞かせを体験できる絵本をプレゼントする「ブックスタート」事業を開始した。また、2004年（平成16年）6月には、「ミニくりプロジェクト」と称し、30冊の本を台車付きの木製木箱（ミニくり号）に積載して各学校を巡回する「児童図書学校巡回事業」と、図書館司書が週1回学校図書室を訪問して、本の整理や分類のほかテーマに沿って本を紹介する「司書派遣事業」を実施した。一連の事業が評価され2007年（平成19年）4月に「子どもの読書活動優秀実践図書館」として文部科学省大臣表彰を受けた。

### 読み聞かせ「栗の子」
1984年（昭和59年）4月に「本の読み聞かせ町民講座」の受講者が「栗の子童話会」を発足し、地域での読み聞かせや紙芝居、人形劇や読書祭り、青空図書館、くりの子クリスマス会、親子読書会などを実施しており、子どもたちの読書活動を啓発している。2010年（平成22年）4月から、会の名称を「おはなしボランティア『栗の子』」に改称した。2005年（平成17年）には管内教育実践表彰、2011年（平成23年）に、北日本図書館連盟の事業功労者表彰を受賞した。

### ふきのとう読書会
1976年（昭和51）年4月に栗山町教育委員会の呼び掛けで発足した読書グループであり、自主的な読書会を開催するほか、図書館事業への協力、会報や文集などを発行し地域の読書普及に貢献した。2020年（令和2年）時点で、定例読書会と会報発行は400回を超え、年1度の「文学の度」や記念文集を発行。2003年（平成15年）北海道読書推進運動協議会「優良読書グループ北海道表彰」を受賞した。

## 詳細情報

### 年表
- 1988年（昭和63年）4月 - 栗山町図書館条例公布[12]
- 1988年（昭和63年）6月 - 栗山町図書館オープン
- 1991年（平成3年）1月 - 移動図書館車の名称を公募により「くりくり号」となる
- 1991年（平成3年）4月 - 「くりくり号」14カ所のステーションで巡回開始

- 1997年（平成9年）3月 - 第1回ブックマラソン開始
- 1997年（平成9年）5月 - 北海道立図書館とネットワーク化
- 1998年（平成10年）6月 - 複製名画貸出開始[6]
- 1999年（平成11年）6月 - 本の宅配「ふくろう便」（郵送貸出）の開始
- 1999年（平成11年）6月 - 毎週木曜日・夜間開館開始
- 1999年（平成11年）10月 - ホームページの開設
- 2000年（平成12年）6月 - 栗山町図書館と角田図書室、継立図書室のオンライン化
- 2001年（平成13年）4月 - 水曜おはなし会開始
- 2001年（平成13年）11月 - 児童コーナー等を改修した図書館のオープン
- 2002年（平成14年）3月 - 栗山の史実・民話「栗山ふるさと文庫」第一巻の発刊

- 2008年（平成20年）4月 - 指定管理者制度へ移行し、特定非営利活動法人くりやまが管理運営
- 2011年（平成23年）9月 - 栗山町子どもの読書活動推進計画策定
- 2011年（平成23年）1月 - 小林八重子文庫設置[6]
- 2016年（平成28年）4月 - 学校図書館専門司書配置、第二次栗山町子どもの読書活動推進計画策定[13]
- 2018年（平成30年）9月 - 北海道胆振東部地震により臨時休館・短縮開館（9月6日～9月11日）
- 2020年（令和2年）2月 - 新型コロナウィルス対策町施策により臨時休館(2/27～3/1)
- 2020年（令和2年）3月 - 新型コロナウイルス対策臨時図書宅配サービス「にこにこツバメ便」（3月12日～3月31日）[11]
- 2020年（令和2年）4月 - 新型コロナウィルス対策町施策により臨時休館(4/18～5/18)
- 2020年（令和2年）4月 - 臨時図書宅配サービス「大人もにこにこツバメ便 はいぱー！」（4/18～5/31日）[11]
- 2020年（令和2年）7月 - Wi-Fi一般開放
- 2020年（令和2年）7月 - 文化講演会「萩鵜アキ講演会＆サイン会」[14]
- 2020年（令和2年）10月 - ハッピーハロウィンライブラリー開催[15]
- 2021年（令和3年）5月 - 新型コロナウィルス対策町施策により臨時休館（5月17日～6月20日）
- 2021年（令和3年）5月 - 臨時図書宅配サービス「ツバメ便 はいぱー！」（6月1日～6月20日）
- 2021年（令和3年）8月 - 電子図書館運用開始[11]
- 2023年（令和5年）4月 - 第3次栗山町子どもの読書活動推進計画策定

- 2023年（令和5年）11月 - コミュニティスペース稼働[8]

### 受賞歴
- 2003年（平成15年） - 優良読書グループ北海道表彰（北海道読書推進運動協議会）：ふきのとう読書会[3]
- 2005年（平成17年） - 管内教育実践表彰（北海道教育委員会）：読み聞かせ「栗の子」[3]
- 2007年（平成19年） - 子どもの読書活動優秀実践図書館（文部科学省）[3][16][17]
- 2008年（平成20年） - 町教育委員会表彰（栗山町）：読み聞かせ「栗の子」[3]
- 2010年（平成23年） - 図書館法制定60周年記念・図書館賞表彰（文部科学省）[2]
- 2011年（平成23年） - 事業功労者表彰（北日本図書館連盟）：読み聞かせ「栗の子」[3]

- 2014年（平成26年） - ふるさと文庫編集委員表彰（北日本図書館連盟）[2]

### 図書館蔵書数と利用者数等
| 年度               | 蔵書数（冊） | 館内利用者数 | 館内利用者数 | 館内利用者数 | 貸出数（冊） |
| ------------------ | ------------ | ------------ | ------------ | ------------ | ------------ |
| 年度               | 蔵書数（冊） | 一般         | 学生         | 計（人）     | 貸出数（冊） |
| 1990年（平成2年）  | 68,697       | 20,864       | 37,539       | 58,403       | 98,903       |
| 1995年（平成7年）  | 104,015      | 34,401       | 37,147       | 71,548       | 106,592      |
| 2000年（平成12年） | 139,283      | 42,638       | 34,686       | 77,324       | 120,923      |
| 2005年（平成17年） | 163,118      | 45,327       | 25,125       | 70,452       | 109,337      |
| 2009年（平成21年） | 144,148      | 49,489       | 19,740       | 69,229       | 168,060      |
| 2010年（平成22年） | 144,963      | 45,337       | 25,444       | 70,781       | 169,907      |
| 2011年（平成23年） | 151,236      | 32,408       | 19,567       | 51,975       | 122,845      |
| 2012年（平成24年） | 154,205      | 35,641       | 16,175       | 51,816       | 124,412      |
| 2013年（平成25年） | 154,233      | 35,842       | 14,606       | 50,448       | 120,394      |
| 2014年（平成26年） | 160,492      | 26,760       | 8,186        | 34,946       | 101,230      |
| 2015年（平成27年） | 156,984      | 32,443       | 9,639        | 42,082       | 103,654      |
| 2016年（平成28年） | 157,966      | 36,734       | 10,079       | 46,813       | 101,445      |
| 2017年（平成29年） | 157,805      | 32,830       | 8,733        | 41,563       | 95,736       |
| 2018年（平成30年） | 158,418      | 40,551       | 11,717       | 52,268       | 88,056       |

## 施設概要

### 栗山町図書館
- 住所 - 〒069-1511 北海道夕張郡栗山町中央3丁目309
- 開館日 - 10：00 - 18：00（木曜は10：00 - 20：00）
- 休館日 - 毎週月曜、祝日、年末年始
- 工期 - 着工：1987年（昭和62年）9月3日 完成：1988年（昭和63年）3月19日
- 開設 - 1988年（昭和63年）6月1日
- 構造 - 鉄筋コンクリート造平屋建
- 面積 - 1,066.045㎡
- 施設内容 - 受付カウンター、閲覧室（成人・児童）、視聴覚研修室、ロビー、ブラウジングロビー、閉架書庫、ブックモービル車庫、図書館返却ポスト[3]

### 角田図書館
- 住所 - 〒069-1524 栗山町角田157番地1（農村環境改善センター2F）
- 開館日 - 毎週水曜・木曜・金曜・土曜
- 開館時間 - 13：00 - 17：00
- 開設日 - 1988年（昭和63年）6月1日

### 継立図書室
- 住所 - 〒068-0353 栗山町継立176番地8（南部公民館2F）
- 開館日 - 毎週水曜・木曜・金曜・土曜
- 開館時間 - 13：00 - 17：00
- 開設日 - 1988年（昭和63年）6月1日

### 移動図書館「くりくり号」
- 巡回時間
  - 毎週金曜日 - 12:00から17:00
  - 毎月第2・4水曜日 - 14:00から14:30
  - 毎月第2・4木曜日 - 13:00から16:00
- 巡回場所 - 4コース13ステーション運行開始[18]

1. Aコース
  1. めぐみこども園
  2. 雨煙別消防署
  3. 総合福祉センターしゃるる
  4. 角田小学校
  5. 桜山自然の家
2. Bコース
  1. 工業団地
  2. 日出生活館
  3. 継立まつば保育園
  4. 継立小学校
  5. 御園公民館
3. Cコース
  1. マロンキッズ保育園
4. 栗小コース
  1. 総合福祉センターしゃるる
  2. 栗山小学校

- 運行開始 - 1991年（平成3年）4月17日
- 車種 - 日野リエッセⅡ（2012年（平成24年）3月車両入替）
- 積載量 - 2,200冊